# Zenodorus pupulus
Zenodorus pupulus là một loài nhện trong họ Salticidae.
Loài này thuộc chi Zenodorus. Zenodorus pupulus được Tord Tamerlan Teodor Thorell miêu tả năm 1881.